# Theodulfus van Lobbes
De heilige Theodulphus ( - 776) was de derde abt-bisschop van de benedictijner Abdij van Lobbes, nabij Luik. Onder zijn bestuur werden de bezittingen van de abdij verder uitgebreid.